# Don Quixote (opera)

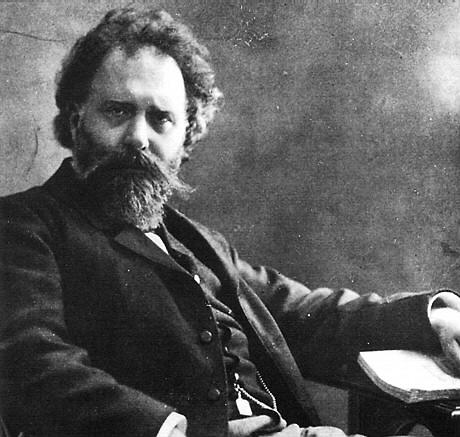
Wilhelm Kienzl

Don Quixote, Op. 50  är en opera i tre akter med musik av Wilhelm Kienzl. Librettos skrevs av kompositören och bygger på romanen med samma namn av Miguel de Cervantes.

## Kompositionshistorik
Kienzl komponerade operan 1896 och slutförde arbetet den 9 oktober 1897, 350-årsdagen av Cervantes födelse (enligt kompositörens noteringar i partituret var Cervantes född den 9 oktober 1547). Han tillägnade opera Cervantes. The score was published by Musikverlages Bote & G. Bock Berlin GmbH, now part of Boosey & Hawkes.

## Uppförandehistorik
Operan hade premiär på Neues Königliches Opernhaus (Königliche Hofoper) i Berlin den 18 november 1898 med Carl Muck som dirigent. Operan mottogs inte väl av publiken, inte heller av tidningarna i Berlin, och endast fyra ytterligare föreställnungar gavs. Den femte föreställningen var den sista fullt iscensatta uppsättningen av den fullständigt oförkortade verket, som tar över tre timmar (utan paus) att genomföra. Kienzl förkortade verket för en uppsättning samma år på Statsoperan i Prag; återigen var mottagandet svalt. Trots att en uppsättning i Graz 1905 möttes med större entusiasm sattes operan inte upp på nästan 30 år. En ny förkortad version hade premiär i Graz den 1 maj 1934 och sedan på Wiener Staatsoper den 22 november 1936.
Den enda uppsättningen i ett icke-tysktalande land skedde i Moskva 1911.
Operan sattes upp i ett konsertant uppförande på Konzerthaus Berlin den 22 mars 1998.

## Personer
| Roller                                                                 | Stämma             | Premiärbesättninge 18 november 1898 (Dirigent: Carl Muck) |
| ---------------------------------------------------------------------- | ------------------ | --------------------------------------------------------- |
| Alonzo Quixano, en gammal riddare, känd som "Don Quixote de la Mancha" | karaktärsbaryton   | Hermann Bachmann                                          |
| Mercedes, hans niece                                                   | mezzosopran        |                                                           |
| Sancho Pansa, en bonde                                                 | buffotenor         | Julius Lieban                                             |
| Hertigen                                                               | lyrisk tenor       | Robert Philipp                                            |
| Hertiginnan                                                            | hög sopran         | Therese Rothauser                                         |
| Don Clavijo, hertigens hovmarskalk                                     | bas                | Rudolf Krasa                                              |
| Carrasco, barberare                                                    | lyrisk baryton     | Paul Bulss                                                |
| Tirante, värdshusvärd                                                  | buffobas           | Emil Stammer                                              |
| Maritornes, hans dotter                                                | sopran             | Emilie Herzog                                             |
| Aldonza, en servitris                                                  | kontraalt          |                                                           |
| En budbärare                                                           | bas                |                                                           |
| Kökspojke                                                              | sopran             |                                                           |
| Frasquita, Rosita, Marieta, Juanita, hertiginnans hovdamer             | sopran & kontraalt | Marie Dietrich, Thessa Gradl                              |

## Instrumentation
- 3 flöjter (flöjt 3 dubblerar på piccolaflöjt), 2 oboer (oboe 2 dubblerar på Engelskt horn), 2 klarinetter, basklarinett, 2 fagotter, kontrafagott
- 4 Valthorn, 3 trumpeter, 3 tromboner, tuba;
- timpani, slagverk, 2 harpor;
- stråkar (violin I, violin II, viola, violoncello, kontrabas).[4]